# جيولوجيا حيوية

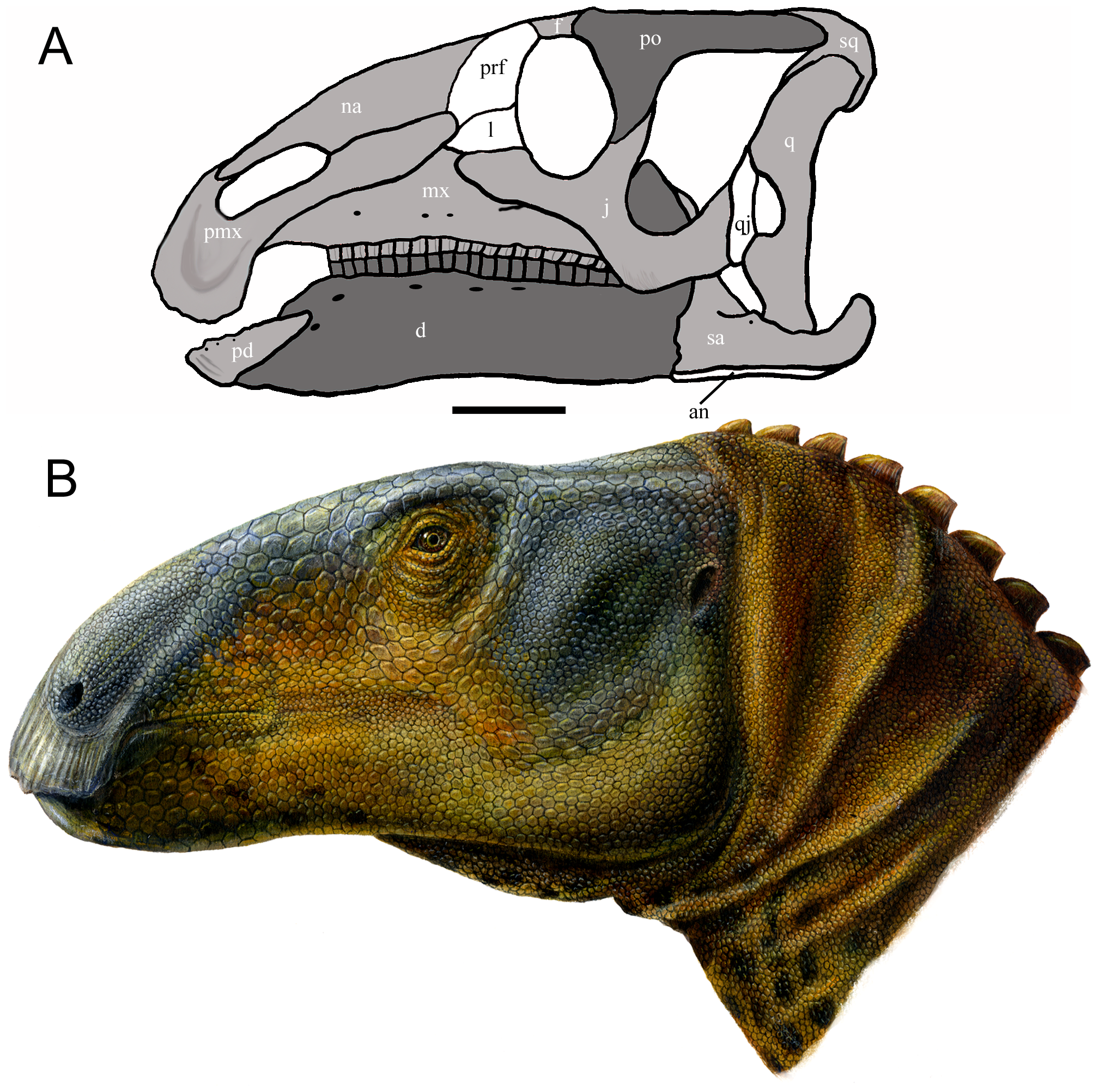
إعادة تشكيل رأس ديناصور Eolambia بالاعتماد على ما وجد له من أحفورة.

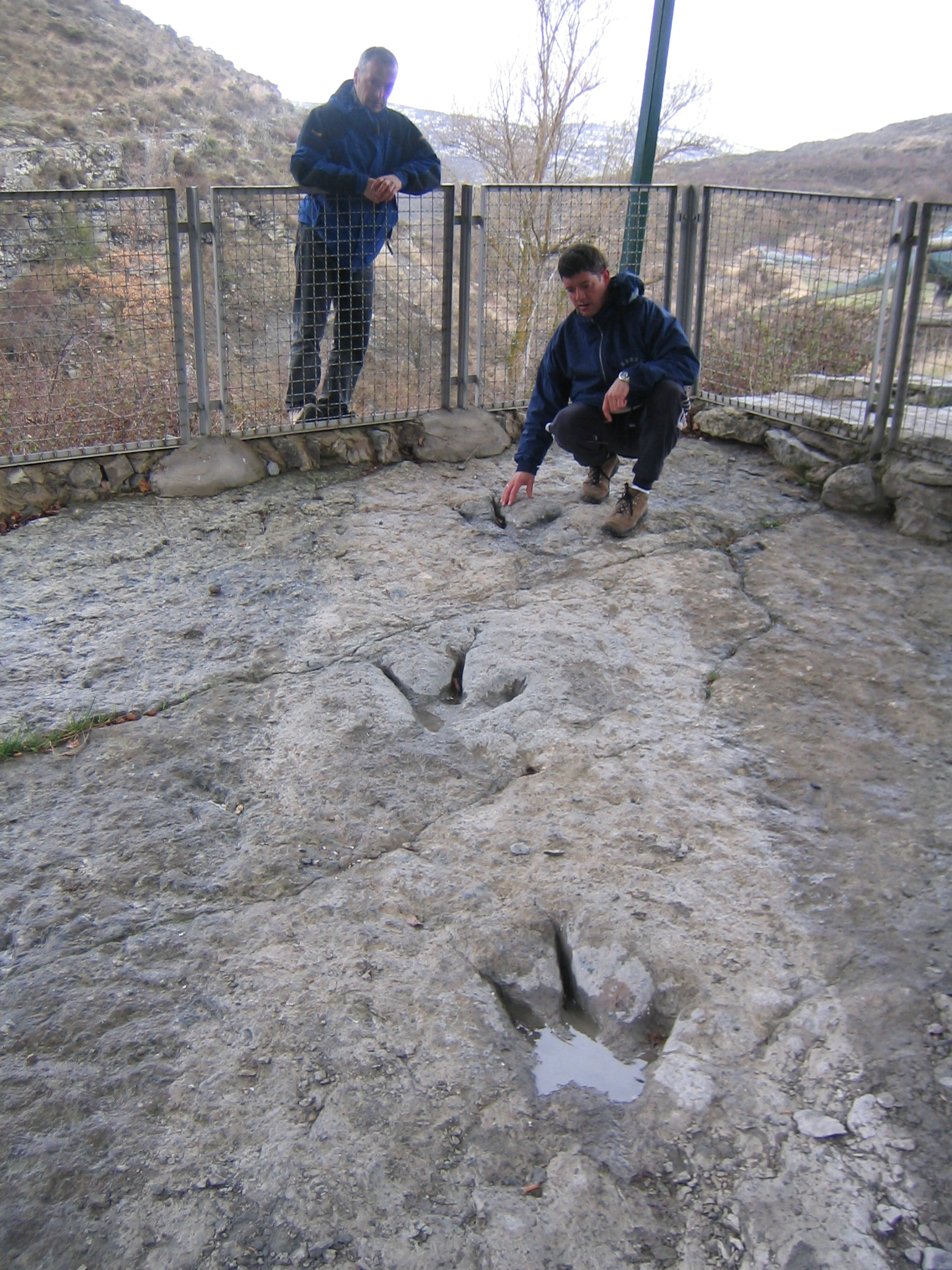
دراسة آثار ديناصور Theropoda كان يعيش في إسبانيا قبل نحو مئة مليون سنة.

الجيولوجيا الحيوية  Biogeology هي قسم من أقسام علم الأرض (الجيولوجيا) مختصة بتعريف الجيولوجيا التي تمت بصلة بالأحياء، وأسباب بقاء أحفورات لكائنات عاشت وانقرضت منذ ملايين السنين . تبحث أيضا في إنقراض بعض الكائنات الحية التي لم تلائمها البيئة التي عاشت عليها كانقراض الديناصورات . كما تبحث في تطور الكائنات الحية من نباتات و حيوانات وتطور أي نوع من أشكال الحياة منذ بدء ظهورها على الأرض حتى الآن.
كما تقوم بدراسة التفاعل بين البيوسفير والليثوسفير للأرض، وتغير شكل القارات والمحيطات منذ نشأة الأرض وتغير الغلاف الجوي على مر العصور.
فعلى سبيل المثال، البكتريا مسئولة عن زيادة نسبة الأكسجين في الجو . بالتالي كانت زيادة نسبة الأكسجين في الجو داعيا لنشأة حيوانات تحبو وتمشي على الأرض، ونشأة النبات .وبعض البكتيريا أدت أيضا إلى تكون بعض المعادن مثل بيريت و تركيز مناطق وجود الحديد ؛ وبإمكانها تركيز بعض الفلزات الهامة اقتصادياً مثل القصدير واليورانيوم. والبكتريا مسؤولة أيضاً عن التكون الكيميائي للغلاف الجوي، الذي يؤثر على معدلات التجوية weathering في الصخور.
تعتمد الجيولوجيا الحيوية في دراساتها على أحفورات توجد تقريبا في جميع أنحاء العالم، لحيوانات ونباتات متحجرة تحجرت مع مرور الزمن، ومقارنة كل منها بإحفورات عثر عليها في مناطق أخرى من العالم . الأخشاب المتحجرة مثال على دراسة الجيولوجيا الحيوية.
قبل العصر الديفوني (قبل نحو 400 مليون سنة ) لم تكن نباتات قد وجدت على الأرض سوي أشنيات ونباتات لاوعائية (طحالب) . ثم ظهرت خلال العصر الديفوني نباتات ذات جذوع كبرت ووصلت ارتفاعاتها إلى 30 متر . وغيرت تلك النباتات الغلاف الجوي للأرض . كما غيرت التربة عن طريق أضافتها لمواد عضوية لم تكن موجودة من قبل . وقد ساعد تكوين التربة في بعض المناطق على عدم تآكل المكونات الأرضية من صخور ورمال.
أحد علماء الجيولوجيا المشهورين من الولايات المتحدة الأمريكية الدكتور «بريستون كلاود» أستاذ الجيولوجيا الحيوية بجامعة كاليفورنيا ، سانتا باربرا . عهدت إليه ناسا
بعينات الصخور التي أحضرها رواد الفضاء معهم من القمر خلال رحلات أبولو لاختبارها وإجراء البحوث عليها. كما وزعت ناسا أجزاء منها على عدد من المؤسسات العلمية من مختلف بلاد العالم لدراستها .